# Ralf Schmidt (Fußballspieler)
Ralf Schmidt (* 9. Oktober 1985 in Jena) ist ein ehemaliger deutscher Fußballspieler.

## Karriere
Mit sechs Jahren trat Schmidt dem FC Carl Zeiss Jena bei und spielte sich durch die Jugendabteilungen bis in die erste Mannschaft. In der Saison 2005/06 trug der Innenverteidiger als Stammspieler in 32 Partien maßgeblich zum Aufstieg der Jenaer in die zweite Bundesliga bei. Daraufhin nahm der Erstligist 1. FC Nürnberg den 20-Jährigen für drei Jahre unter Vertrag, wobei Ralf Schmidt für ein weiteres Jahr auf Leihbasis für den FC Carl Zeiss spielte, um Erfahrung im Profifußball zu sammeln. Im Dezember 2006 zog er sich allerdings einen Bänderriss in der Schulter zu, wodurch die Profizeit beim FC Carl Zeiss für ihn vorzeitig beendet war. In der Saison 2006/07 hatte er bis dahin 14-mal für die Profis und viermal für die zweite Mannschaft der Jenaer gespielt.
In der Hinrunde der Saison 2007/08 kam er dann achtmal in der Bundesligamannschaft des 1. FC Nürnberg zum Einsatz. Zusätzlich spielte er zweimal im UEFA-Pokal – bei der Erstrunden-Auswärtsbegegnung gegen Rapid Bukarest sowie in der Gruppenphase beim Heimspiel gegen den FC Everton. Nach dem Trainerwechsel im Februar 2008 wurde er vom neuen Trainer Thomas von Heesen nicht mehr für die 1. Mannschaft berücksichtigt.
Im Juni 2008 kehrte er zum FC Carl Zeiss Jena zurück, der zuvor in die neue 3. Liga abgestiegen war. Er unterschrieb einen Zwei-Jahres-Vertrag, der 2010 verlängert wurde. Vier Jahre war er dort Stammspieler, bis die Thüringer in der Saison 2011/12 den Klassenerhalt verpassten und aus dem Profifußball abstiegen. Am 16. Mai 2012 verkündete Schmidt sein Karriereende, als Grund gab er fehlende Motivation an. Außerdem stand der Abschluss seines Studiums der Bioinformatik an der Friedrich-Schiller-Universität Jena bevor.

## Erfolge
- Aufstieg in die Regionalliga 2005
- Aufstieg in die 2. Bundesliga 2006